# Assassin's Creed: Odyssey
Assassin's Creed: Odyssey è un videogioco sviluppato presso Ubisoft Quebec e pubblicato da Ubisoft. Odyssey rappresenta l'undicesimo capitolo della serie Assassin's Creed, nonché il sequel di Assassin's Creed: Origins.
È disponibile per Microsoft Windows, PlayStation 4 e Xbox One dal 5 ottobre 2018 e dal 19 ottobre 2019 su Google Stadia.
Il gioco è stato annunciato ufficialmente con un teaser trailer su Twitter, in occasione dell'E3 2018, il 1º giugno 2018.

## Trama
Mesi dopo la sua avventura in Egitto, Layla Hassan è ormai un'agente degli Assassini; durante una campagna di ricerche, rinviene la lancia appartenuta al re di Sparta Leonida, spezzatasi dopo la battaglia delle Termopili, e vi riconosce un manufatto della Prima Civilizzazione; con l'aiuto di Victoria Bibeau, Layla estrae il DNA di due fratelli vissuti nel V secolo a.C., Alexios e Kassandra, nipoti del leggendario re spartano (segue la scelta del giocatore con quale dei due fratelli giocare). Si inizia così a seguire la storia del protagonista scelto attraverso l'Animus, con lo scopo di scoprire l'ubicazione del Bastone di Ermete Trismegisto. Il protagonista sarà conosciuto come il Misthios (il/la mercenario/a).
Il Misthios è il primogenito di Nicolao e Myrrine, rispettivamente un guerriero spartano e la figlia di Leonida. Durante l'infanzia del Misthios, Nicolao apprende una profezia, secondo la quale il figlio minore (Alexios o Kassandra, a seconda della scelta del giocatore) avrebbe portato distruzione in tutta la Grecia. Senza opporsi troppo, viene quindi costretto dai sacerdoti spartani a gettarlo dal monte Taigeto. Nel tentativo di salvare il fratello neonato, il piccolo "Misthios" provoca la caduta dell'oracolo che aveva predetto la profezia, con quest'ultimo che regge tra le mani Alexios/Kassandra. Dopo questo omicidio, a Nicolao viene ordinato di sacrificare anche il proprio primogenito che, nonostante lo sconforto del padre, viene lanciato dalla rupe. Ciascuno all'insaputa dell'altro, i due fratelli sopravvivono alla caduta; il Misthios, recuperando la lancia spezzata di Leonida, raggiunge Cefalonia e viene trovato da un avido mercante di nome Marco, che lo adotta e lo cresce come abile mercenario. Il Misthios cresce insieme alla piccola orfana chiamata Febe, compiendo lavori sporchi fino allo scoppio della Guerra del Peloponneso.
Un giorno, il Misthios viene contattato da Elpenore, un misterioso individuo che gli offre un incarico da assassino: l'uccisione del "Lupo di Sparta". Lui accetta, ma nel corso della missione scopre che il Lupo non è altri che suo padre Nicolao, ora generale e padre di un figlio adottivo, Stentore, anch'egli soldato spartano. Il Misthios aiuta Stentore a conquistare la Megaride, in modo da ottenere un colloquio con il Lupo. Raggiunta la vittoria sugli ateniesi in quella regione, il Misthios e Nicolao si confrontano animatamente. Nonostante non veda Nicolao da molto tempo, il Misthios si scaglia duramente e brutalmente contro di lui, accusandolo di non aver fatto abbastanza per proteggere i suoi figli dalla profezia che, a parere suo ma anche della madre Myrrine, era ingiusta. Al termine del suo sfogo nei confronti del padre, il Misthios può decidere se uccidere o meno Nicolao. Qualsiasi sia la scelta del giocatore, Nicolao rivela di non essere il loro padre genetico, ma di aver cresciuto e amato i due bambini come fossero suoi, nonostante il suo dovere da spartano lo avesse indotto a sacrificarli entrambi. Il generale rivela quindi che Myrrine aveva concepito i due fratelli con un altro uomo, esortando il Misthios a ricercare la madre e conoscere la verità sulle sue origini.
Una volta tornato da Elpenore, quest'ultimo gli rivela di aver sempre saputo che Nicolao era il suo patrigno e gli affida un'altra missione: uccidere Myrrine. Il mercenario rifiuta ed Elpenore fugge. Il Misthios si reca quindi a Delfi per chiedere alla Pizia dove si trovi Myrrine; qui incontra Erodoto, che riconosce nell'arma che il mercenario porta con sé la Lancia di Leonida e decide di aiutarlo nelle sue missioni. La Pizia parla al Misthios di una misteriosa fratellanza, la Setta di Cosmos, che ha commissionato l'eliminazione della sua intera famiglia; il Misthios rintraccia e uccide dunque Elpenore, membro anch'egli dell'organizzazione, utilizzando il suo travestimento per introdursi di nascosto a una riunione della Setta. Qui scopre che la Setta di Cosmos è un potente ordine di guerrieri e politici, provenienti da ogni angolo della Grecia, il cui scopo è prenderne possesso tramite la guerra del Peloponneso, fomentando di proposito il caos tra la popolazione per ergersi poi a salvatori del mondo greco. Nella stessa riunione incontra il fratello minore Alexios/Kassandra, ora Deimos, allevato dalla Setta e divenuto un guerriero semi-divino e senza scrupoli al servizio dell'organizzazione.
Il Misthios intraprende dunque un viaggio per tutta la Grecia, eliminando i componenti della Setta e ripulendo il mondo dalla loro corruzione; di tutti questi membri è possibile lasciare in vita solo Lago (questo in realtà era stato semplicemente schiavizzato dalla Setta e, avendo una famiglia a rivolerlo con sé, se sopravvive può aiutare il Misthios nella sua ricerca). Durante il suo viaggio combatte di volta in volta per Sparta o per Atene, alleandosi e stringendo amicizie con figure storiche come Pericle, Aspasia, Ippocrate, Socrate, Alcibiade, Aristofane, Brasida e Fidia. Dopo aver avvertito Pericle della minaccia rappresentata dalla Setta di Cosmos, il Misthios si ritrova in un'Atene messa in ginocchio dalla peste, evento che favorisce la stessa Setta nel raggiungere l'indebolito padre della democrazia, uccidendolo per mano di Deimos. Anche Febe, che aveva raggiunto Atene poco prima, viene uccisa dai sicari della Setta di Cosmos, costringendo il Misthios ad abbandonare la polis ateniese insieme ad Aspasia, compagna di Pericle e successivo bersaglio dei cospiratori. Dopo questi eventi, il Misthios riesce a ricongiungersi con Myrrine, scappata da Sparta dopo la tragica notte della presunta morte dei suoi due figli e ora a capo dell'isola di Nasso, dopo aver intrapreso, per breve tempo, la vita da pirata. Il Misthios aiuta la ritrovata madre ad eliminare la minaccia di Paro, l'isola rivale di Nasso, prima di tornare a Sparta per riappropriarsi della propria casa. Myrrine spiega che il vero padre di entrambi i fratelli è Pitagora, appartenente come lei alla stirpe degli Isu, i discendenti della Prima Civilizzazione, dotati di forza sovrumana e del "senso dell'aquila", cosa che aveva indotto la Setta a plasmare Deimos in un'arma umana con cui rintracciare e uccidere gli altri membri della famiglia. Lei e Pitagora concepirono i due figli per preservare la linea genealogica di Leonida e di Coloro che vennero prima.
Tornato a Sparta, il Misthios smaschera uno dei due re, Pausania, come membro della Setta e lo uccide. Successivamente, durante una battaglia tra spartani e ateniesi a Pilo, giunge allo scontro con Deimos, al termine del quale viene catturato dalla Setta. Durante la permanenza nella prigione di Atene, il protagonista scopre che anche Cleone, leader di Atene dopo la morte di Pericle, è un membro dell'organizzazione nemica. Il Misthios evade di prigione e, grazie all'aiuto di Socrate, Aristofane, Alcibiade e Brasida (vecchio generale spartano e amico della famiglia del Misthios), riesce prima ad uccidere gli ultimi membri della Setta rimasti prima di Cleone, per poi smascherare la corruzione di quest'ultimo e subito dopo eliminarlo sul campo di battaglia nei pressi di Anfipoli. Nello stesso scontro, Brasida viene ucciso da Deimos che, durante il confronto con il misthios, viene ferito gravemente alla schiena da una freccia. Il Misthios e Myrrine, pensando che Deimos sia morto, si recano nuovamente sul monte Taigeto per mettersi alle spalle una volta per tutte il loro tragico passato. Qui ritrovano Deimos, che Myrrine continua a chiamare Alexios/Kassandra, sopravvissuto alla battaglia e ad aspettarli sul monte. Qui madre e figlio/a tentano in ogni modo di riportare il secondogenito alla ragione, convincendolo che la Setta lo ha sempre usato e che la stessa organizzazione convinse l'oracolo di comunicare la falsa profezia. La scelta del giocatore può portare al rinsavimento di Deimos, che si ricongiunge al resto della famiglia, oppure al fallimento dell'iniziativa, con conseguente scontro tra i due fratelli e con il Misthios che uccide il fratello minore. La scena finale dipende dalle scelte del giocatore e il Misthios può ritrovarsi a cenare con tutti i familiari rimasti in vita in base alle scelte fatte. Quindi si potrà ritrovare nella sua casa natale con Myrrine, Deimos (se persuaso), Nicolao (se risparmiato) e Stentore (se non si è ucciso Nicolao e poi lo si risparmia). I familiari superstiti, quindi, si ritrovano tutti riuniti a cenare nella casa natale dell'intera famiglia. Felici più che mai iniziano una nuova vita, tutti insieme.
Il Misthios, inoltre, incontra il suo vero padre Pitagora, mantenuto in vita dal Bastone di Ermete Trismegisto e posto ora a guardia di Atlantide, l'ultima roccaforte della Prima Civilizzazione. Il matematico chiede al Misthios di aiutarlo a sigillare la città perduta, con lo scopo di preservare per sempre la saggezza conservatavi; per farlo, il mercenario dovrà sconfiggere quattro creature mitologiche: la Sfinge, il Minotauro, il Ciclope e Medusa, in realtà ologrammi creati dalla Prima Civilizzazione per chiudere i cancelli di Atlantide.
Una volta eliminati tutti gli adepti della Setta di Cosmos, il Misthios si reca nel loro luogo d'incontro per distruggere la Piramide, un artefatto che permetteva loro di prevedere il futuro e che usavano per soggiogare la Grecia. Nel distruggerla, la Piramide conferisce al Misthios una visione delle battaglie che avverranno (corrispondenti alla timeline dell'intera serie) e del mondo spaccato a metà tra l'eterna lotta tra Ordine e Caos. Poco dopo, il capo della Setta si mostra al Misthios: si tratta di Aspasia, che rivela di essere stata un tempo al vertice della Setta, ma di essersi tirata indietro quando essa era diventata man mano più corrotta e crudele al punto di uccidere il suo amato Pericle e pertanto lo ringrazia per averla distrutta, volendo ora creare una nuova visione utopica in cui l'ordine avrebbe prevalso su tutto. Il Misthios può decidere se lasciarla in vita, sapendo che in fondo non sia lei la diretta responsabile dei disastri della "Confraternita", o se ucciderla per mettere fine una volta per tutte alla Setta.
Una volta trovate le Chiavi di Atlantide, il Misthios torna da Pitagora per sigillare la città; con questa azione si attiva una registrazione di Aletheia, una dei Precursori, che avverte il Misthios (quindi anche Layla) che la loro saggezza non è fatta per il genere umano e che andrà distrutta per permettere agli uomini di sviluppare il loro vero potenziale. Pitagora cede il Bastone al Misthios in modo consenziente, per poi morire.
Nel presente, Layla utilizza le informazioni raccolte tramite la storia del Misthios per localizzare Atlantide e vi si reca per riaprire la città; qui, con grande sorpresa, ritrova il Misthios, tenuto in vita dal Bastone di Ermete. Questi rivela a Layla che il mondo necessita di un equilibrio continuo tra ordine (i Templari) e il caos (gli Assassini) e che il prevalere di qualsiasi delle due fazioni sull'altra causerebbe la distruzione dell'umanità; quando Layla rivela di essere un'Assassina e che un tempo era una Templare, il Misthios le rivela che potrebbe essere lei la chiave per l'equilibrio tra ordine e caos, come era stato previsto nella profezia della Piramide. Il Misthios si sacrifica consegnando il Bastone di Ermete a Layla, non prima di averle chiesto di proseguire la sua battaglia e di distruggere tutti i manufatti della Prima Civilizzazione

### L'eredità della prima lama
Durante le sue scorribande, la strada del Misthios si incrocia con quella di Dario, primo utilizzatore della lama celata. Questi si rivela, in realtà, essere Artabano di Persia, che aveva ucciso re Serse dopo aver scoperto che il sovrano era utilizzato dall'Ordine degli Antichi. Successivamente, Dario era stato tradito dai suoi compagni Pactia e Amorge, i quali si erano uniti all'Ordine e ora davano la caccia a lui e alla sua stirpe, poiché facenti parte dei Corrotti (i discendenti della Prima Civilizzazione). Dario aveva così deciso di vivere nascosto dal mondo, eliminando silenziosamente i membri dell'Ordine, seguendo assieme ai suoi figli Nima e Nataka le loro tracce fino in Macedonia, dove avevano incontrato il Misthios. Dapprima sospettosi nei reciproci confronti, Dario ed il Misthios si riconoscono come Corrotti e stringono un'alleanza per sconfiggere Pactia, nel frattempo diventato membro dell'Ordine sotto il nome di battaglia di Cacciatore.
Successivamente, Dario richiede l'aiuto del Misthios quando, tentando di partire dall'Acaia, si vede sbarrare la strada da un'altra sezione dell'Ordine, capitanata dalla Tempesta. Una volta sgominata anche questa cellula, il Misthios intraprende una relazione con l’erede di Dario, dalla quale nasce un figlio di nome Elpidio.
Tuttavia, l'uccisione del Cacciatore e della Tempesta attirano l'attenzione di Amorge, ormai a capo dell'Ordine in Persia, il quale arriva in Grecia e, sotto mentite spoglie, avvicina il Misthios estorcendole informazioni su Dario; così attacca la casa dove egli stesso vive con Dario e la sua famiglia, uccide il suo partner e rapisce Elpidio. Dario ed il Misthios danno dunque la caccia all'Ordine in Messenia, arrivando a uccidere tutti i luogotenenti di Amorge, fino ad arrivare a lui; durante la battaglia, Amorge rivela al Misthios che l'Ordine è presente in tutto il mondo (alleandosi anche con la Setta di Cosmos) e che non cesserà mai di dare la caccia ai Corrotti. Il Misthios sconfigge Amorge e salva Elpidio, ma decide con gran dolore di affidarlo a Dario perché lo tenga nascosto e al sicuro dall'Ordine; Dario porterà dunque il bambino in Egitto, e dalla sua stirpe nascerà Aya.

### Il destino di Atlantide
Una volta ottenuto il Bastone di Ermete Trismegisto dal Misthios, Layla vuole utilizzarlo per accedere ad Atlantide; tramite i ricordi del Misthios e di Deimos riesce a rintracciare i tre simboli che vi danno accesso, ma una volta dentro trova Aletheia, ologramma di una Isu custode della città perduta, la quale decide di sottoporla ad alcune prove per verificare se sia adatta a custodire il Bastone. Per mezzo dell'Animus, Layla rivive le tre simulazioni che Aletheia creò per il Misthios, allo scopo di valutare il suo ruolo di custode del bastone e contemporaneamente quello di Layla come erede. Le simulazioni portano il Misthios (e insieme Layla) in luoghi mitologici governati da divinità greche, che in realtà sono creature Isu. Layla viene poi raggiunta da Victoria Bibeau, il suo medico, la quale è preoccupata per gli effetti che la prolungata permanenza della ragazza nell'Animus stanno avendo sul suo corpo e sulla sua mente; inoltre la squadra che segue Layla la informa che è seguita da un intruso che segue le sue mosse e informa i Templari.

#### Campi Elisi
Il Misthios si trova nei Campi Elisi, regno di Persefone la quale confinata laggiù dal marito Ade, ha reso il regno bellissimo e lussureggiante; in realtà la dea regna sull'oltretomba con perfidia e tirannia, cosa che ha scatenato una rivolta con a capo Adone. Nell'Elisio abitano inoltre Hermes (che ha creato il Bastone e aiuta il Misthios a risvegliarne i poteri) e Ecate, un tempo amica di Persefone ma segretamente in disaccordo con lei. Il Misthios vive una serie di avventure interagendo con questi personaggi, fino allo scoppio della ribellione; durante la battaglia è costretto a fronteggiare Hermes, il quale tuttavia viene ucciso da Persefone per aver simpatizzato con il Misthios; successivamente la dea getta quest'ultimo e il proprio cane da compagnia, Ro, alle soglie del Tartaro, dove si scopre che l'animale è in realtà Cerbero.
Prima che il Misthios possa affrontarlo, Victoria richiama Layla dall'Animus, temendo che la battaglia possa danneggiarla; dopo aver litigato con l'amica, Layla rientra nell'Animus per la successiva simulazione.

#### Tormento di Ade
Il Misthios affronta e uccide Cerbero, ma subito viene raggiunto da Ade, furioso poiché aver ucciso il guardiano dell'oltretomba ha avuto come effetto la liberazione delle anime che ora vagano libere nel Tartaro. Ade chiede dunque al Misthios una prova: dovrà trovare e affrontare gli spiriti di quattro grandi eroi del passato e convincerli a mettersi a guardia dei cancelli del Tartaro. Il Misthios, con l'aiuto di Caronte, rintraccia Agamennone, Achille, Perseo e Eracle e li batte, convincendoli a prendere il posto di guardiano; nel suo viaggio incontra alcune figure del suo passato, tra cui Febe ed Elpenore.
Compiuta la sua missione il Misthios si reca da Ade, ma scopre che il dio l'ha ingannata: esiste infatti un quinto cancello, e il suo piano era di porvi a guardia proprio lei, impedendole di lasciare il Tartaro. I due combattono ed il Misthios lo sconfigge, ma prima che possa ucciderlo Victoria interrompe nuovamente la sessione Animus di Layla e le porta via il Bastone, convinta che l'artefatto la stia corrompendo.
Le due amiche litigano per il possesso del Bastone, e inavvertitamente Layla la uccide non riuscendo a controllare la potenza dell'artefatto.

#### Giudizio di Atlantide
Avendo assistito all'uccisione di Victoria, Aletheia non è più sicura che Layla sia adatta a custodire il Bastone, e vorrebbe impedirle di accedere alla terza simulazione; Layla tuttavia riesce a convincerla a darle un'altra opportunità.
Nella terza simulazione, la battaglia tra il Misthios e Ade viene interrotta dall'arrivo di Poseidone, il quale, osservato il valore del Misthios, lo porta con sé ad Atlantide. Essa è una città creata dal dio per la convivenza pacifica tra Isu e umani, ma poiché questa è molto difficile, ogni sette anni Poseidone la sottopone a un giudizio al termine del quale deciderà se distruggerla o mantenerla in vita. Investe così il Misthios del ruolo di dicaste, ossia giudice, perché lo aiuti a prendere una decisione. Il Misthios esplora così Atlantide, scoprendo via via che la convivenza tra umani e Isu non è affatto semplice: gli umani invidiano il potere degli Isu, mentre gli Isu vedono gli umani come esseri inferiori; in particolare scopre la malvagità di Atlante e quella di Aita, che insieme a sua moglie Giunone conduce terribili esperimenti sugli umani trasformandoli in mostri (quelli affrontati in Grecia). Dopo aver incontrato e affrontato un centimane creato dai due Isu, il Misthios comprende che il progetto di Atlantide è ormai fallito, e convince Poseidone a scatenare il cataclisma che distrugge la città. Alla fine della terza simulazione, Aletheia rivela al Misthios che le simulazioni erano in realtà formate da effettivi ricordi degli Isu, dunque quanto lui ha vissuto è in parte vero; la prova viene superata e al Misthios è permesso tenere il Bastone in attesa di Layla.
Nel presente, Layla esce dall'Animus e viene attaccata da Otso Berg, il capo dei Templari che si rivela l'intruso che la stava spiando. I due si battono ma Layla, grazie al Bastone, lo mette fuori gioco e lo cattura, consegnando agli Assassini un importante testimone delle attività templari.

## Modalità di gioco
Assassin's Creed: Odyssey è un gioco action RPG stealth con visuale in terza persona. I giocatori completano le varie missioni in maniera consequenziale per progredire attraverso la storia, guadagnare punti abilità e potenziare il proprio personaggio. Al di fuori delle missioni, i giocatori possono vagare liberamente per l'ambiente open world a piedi, a cavallo o in barca per esplorare luoghi, completare missioni secondarie facoltative e sbloccare armi ed equipaggiamento. Il motore di gioco, così come le meccaniche di movimento e di combattimento sono le stesse del suo predecessore Assassin's Creed: Origins, rifinite e migliorate per il nuovo capitolo, in quanto i due sono stati sviluppati parallelamente.
Questo capitolo è stato definito dai creatori come il "secondo passo della trasformazione del brand in un vero e proprio gioco di ruolo in stile GdR", simbolo della volontà dei creatori in una modifica della classica formula del brand, cosa che ha fatto storcere il naso a diversi fan della saga, mentre è stata apprezzata molto da altri. Odyssey infatti oltre a migliorare ed incrementare le meccaniche ruolistiche già implementate in Origins, quali la fabbricazione e le abilità del personaggio, sarà il primo capitolo della storia della saga a fornire al giocatore dei dialoghi a scelta multipla i quali, progredendo nell'avventura, potrebbero cambiare la storia del personaggio. Altra novità, è la presenza fra le opzioni di dialogo di alcune presentanti un "simbolo" in accordo al tono o all'intenzione del proprio personaggio. Fra queste, vi saranno anche quelle inerenti alle storie romantiche, che sarà possibile intraprendere con alcuni personaggi del gioco.
Oltre a ciò, per la prima volta il giocatore potrà, appunto, scegliere il proprio personaggio all'inizio della storia, nonostante siano due differenti versioni dello stesso, perciò gli eventi narrati saranno esattamente gli stessi indipendentemente dalla versione scelta inizialmente, ma prenderanno una loro unica forma in base alle scelte fatte dal giocatore durante il gioco. Altre novità sono il ritorno delle battaglie navali, già presenti in qualche capitolo, stavolta nello stesso stile di Origins, l'introduzione di vere e proprie battaglie in cui dovremo condurre alla vittoria il nostro esercito uccidendo i comandanti nemici, e l'assenza della caratteristica lama celata, il cui ruolo sarà qui sostituito da un artefatto degli Isu, ovvero la punta dell'antica Lancia di Leonida.

## Personaggi
- Kassandra: conosciuta anche come ombra dell'aquila o misthios (in greco: μίσθιος, mercenario), è la sorella di Alexios. Nata dall'unione di Pitagora e Myrrine, verrà adottata da Nicolao di Sparta, che la crescerà come fosse sua figlia. Tuttavia un oracolo della Pizia di Delfi condannò a morte Alexios e Kassandra, nel tentativo di salvarlo, scaraventerà lui e un anziano giù dal monte Taigeto, e perciò verrà punita da Nicolao che sarà costretto a gettare anche lei nel vuoto. Dopo la caduta riesce a fuggire e raggiunge una piccola imbarcazione che la porterà sull'isola di Cefalonia, dove verrà cresciuta da un certo Marco;
- Alexios: fratello di Kassandra, anche lui è figlio di Pitagora e Myrrine ed è stato adottato da Nicolao. Dopo la caduta dal monte Taigeto la madre lo portò dal giovane Ippocrate, che a sua volta non potendola aiutare la indirizzò presso il tempio di Asclepio in Argolide. Qui i sacerdoti guidati da Criside constateranno con l'inganno la morte di Alexios, che verrà addestrato, all'insaputa di tutti, per essere un'arma nelle mani della setta di Cosmos, con il nome di Deimos (in greco: Δεῖμος, Terrore). Nell'eventualità in cui il giocatore scegliesse un protagonista maschile, Alexios sarà il misthios Ombra dell'Aquila che si avventurerà per la Grecia e Kassandra la sorella minore adescata dalla Setta di Cosmos chiamata Deimos, in questo caso le descrizioni dei due personaggi sarebbero da scambiare.
- Myrrine: conosciuta anche come Fenice, è figlia del re spartano Leonida I. Dopo la presunta morte dei figli si unirà a Xenia, una piratessa, con la quale solcherà brevemente il Mar Egeo. Dopo la sua breve esperienza verrà inviata per dirigere l'isola di Nasso, sotto l'egida spartana, contro la rivale Paro, guidata dall'ateniese Silano;
- Nicolao di Sparta: conosciuto anche come il Lupo, è un generale spartano. Sposò Myrrine e adottò i suoi due figli, tuttavia sarà costretto a gettare entrambi dalla cima del monte Taigeto a causa di una profezia della Pizia. Dopo la morte dei figli continuerà a gestire l'avanzata dell'esercito spartano contro Atene, fermandosi in Megaride;
- Febe: giovane orfana di Cefalonia, stringerà un profondo rapporto di amicizia con Kassandra/Alexios e dopo la loro partenza, nonostante la promessa di rimanere sull'isola, raggiungerà Atene, dove in breve tempo si farà notare dalla moglie di Pericle, Aspasia;
- Pitagora: padre di Alexios e Kassandra, si è unito a Myrrine per dare alla luce i figli in modo da sconfiggere la minaccia incombente della Setta di Cosmos, ma sfortunatamente suo figlio (o sua figlia, in base alla scelta del protagonista) si è unito a loro in seguito alla caduta dal Taigeto. Tenuto in vita nonostante la longeva età dal leggendario Bastone di Ermete Trismegisto, ha passato i suoi ultimi anni rinchiuso nelle profondità dell'isola di Thera, nel tentativo di scovare l'ingresso della leggendaria città di Atlantide, pur non riuscendoci, e conclude la sua vita cedendo il misterioso manufatto al protagonista.

## Doppiaggio
Di seguito sono riportati i doppiatori che hanno prestato la voce ai principali personaggi del videogioco:
| Nome personaggio     | Doppiatore originale          | Doppiatore italiano                   |
| -------------------- | ----------------------------- | ------------------------------------- |
| Kassandra            | Melissanthi Mahut (adulta)    | Jolanda Granato                       |
| Kassandra            | Maria Syrgiannis (bambina)    | Jolanda Granato                       |
| Alexios              | Michael Antonakos (adulto)    | Massimo Triggiani                     |
| Alexios              | Leonidas Castrounis (bambino) | Jolanda Granato                       |
| Layla Hassan         | Chantel Riley                 | Debora Magnaghi                       |
| Leonida              | Elias Toufexis                | Roberto Pedicini / Marco Pagani (DLC) |
| Nicolao              | Elias Toufexis                | Antonello Governale                   |
| Myrrine              | Maria Syrgiannis              | Paola Della Pasqua                    |
| Stentore             |                               | Francesco Rizzi                       |
| Marco                | Damon Papadopoulos            | Luigi Rosa                            |
| Elpenore             |                               | Matteo Zanotti                        |
| Barnaba              | Andreas Apergis               | Massimiliano Lotti                    |
| Erodoto              |                               | Cesare Rasini                         |
| Pizia                | Elana Dunkelman               | Gea Riva                              |
| Pericle              |                               | Mario Scarabelli                      |
| Cleone               |                               | Luca Semeraro                         |
| Alcibiade            |                               | Paolo Calabrese                       |
| Aspasia              | Marianthi Evans               | Tania De Domenico                     |
| Anthousa             |                               | Marisa Della Pasqua                   |
| Xenia                |                               | Cristiana Rossi                       |
| Brasida              |                               | Stefano Albertini                     |
| Socrate              |                               | Gianni Gaude                          |
| Ippocrate            |                               | Matteo Brusamonti                     |
| Pitagora             | John Tench                    | Marco Morellini                       |
| Aristofane           |                               | Alessandro Germano                    |
| Pausania             |                               | Dario Follis                          |
| Archidamo            |                               | Osmar Santucho                        |
| Testicle             |                               | Luca Graziani                         |
| Lisandro             |                               | Alessio Cerchi                        |
| Callia               |                               | Andrea Failla                         |
| Polemone il Saggio   |                               | Leonardo Gajo                         |
| Criside              |                               | Esther Ruggiero                       |
| Dafne                |                               | Daniela Fava                          |
| Febe                 |                               | Annalisa Longo                        |
| Podarce              |                               | Osmar Santucho                        |
| Cira                 |                               | Ilaria Silvestri                      |
| Taleta               |                               | Alessandro Parise                     |
| Exekias, la Leggenda |                               | Christian La Rosa                     |

## Ambientazione
Il gioco è ambientato tra il 431 e il 422 a.C., quattrocento anni prima degli eventi di Assassin's Creed Origins. Esso narra la storia della guerra del Peloponneso, la quale fu combattuta tra le città-stato dell'antica Grecia. Il giocatore assume il ruolo di un mercenario esiliato da bambino di nome Alexios o Kassandra che lotta per difendere il popolo, ed è un discendente del re spartano Leonida I; può combattere per Atene e la lega delio-attica oppure per la lega peloponnesiaca guidata da Sparta. Come per gli altri precedenti giochi nella serie, Odyssey include una narrazione ai tempi moderni e segue Layla Hassan, introdotta in Assassin's Creed Origins.
Il gioco include diversi personaggi storici con cui i giocatori possono interagire, come Alcibiade, Cleone, Socrate, Sofocle, Pericle, Archidamo II, Pausania, Erodoto, Ippocrate, Brasida, Fidia e Aspasia. Sono presenti anche ambientazioni storiche e mitiche come l'Agorà di Atene, Cefalonia, Itaca, l'Odeo di Atene, la foresta di querce a Foloi, la statua di Zeus a Olimpia, Nasso, Lesbo, Atene, Argolide, Pnice, Focide e Messara.
A causa dell’ambientazione temporale del gioco, questo è il primo capitolo della serie in cui gli Assassini non compaiono mai (in quanto formatisi solo durante gli eventi di Origins, durante il 47 a.C.), ad eccezione dei tempi moderni.

## Distribuzione
Una versione per Nintendo Switch è stata annunciata durante la Nintendo Direct di settembre 2018. Analogamente alla pubblicazione di Resident Evil 7: Biohazard di Capcom per console, Assassin's Creed Odyssey è un titolo cloud-based su Nintendo Switch. La versione Nintendo Switch è stata lanciata lo stesso giorno per tutte le piattaforme ma questo è avvenuto solo in Giappone.
Il season pass del gioco include due DLC a episodi e le edizioni remastered di Assassin's Creed III e Assassin's Creed III: Liberation.

## Contenuti scaricabili

### L'eredità della prima lama
È il primo pacchetto di espansioni. Questo DLC è suddiviso in tre episodi come il DLC La tirannia di Re Washington di Assassin's Creed III. Il primo episodio chiamato "Preda" è stato pubblicato il 4 dicembre 2018, mentre il secondo chiamato "Eredità oscura" il 15 gennaio 2019, l'ultimo chiamato "Stirpe" è stato reso disponibile il 5 marzo 2019. La storia s'incentra sull'origine della Lama Celata, arma che poi diverrà iconica per l'ordine degli Assassini.

### Il destino di Atlantide
Secondo pacchetto di espansioni, anch'essa suddivisa in tre episodi e il primo episodio, "Campi Elisi", è stato pubblicato il 23 aprile 2019, mentre il secondo chiamato "Tormento di Ade" il 4 giugno 2019, infine il terzo, "Giudizio di Atlantide" il 16 luglio 2019. La storia è incentrata sulla mitica città di Atlantide dove si affrontano creature mitologiche.

### Crossover
Nel dicembre 2021 Ubisoft ha pubblicato una missione crossover gratuita con Assassin's Creed: Valhalla, consistente in due parti: una disponibile in Odyssey mentre l'altra in Valhalla; il contenuto prosegue la vita di Kassandra dopo le espansioni del gioco sulla nuova isola di Corfù e si conclude in Valhalla.